# Live in Texas
Live in Texas is Linkin Parks eerste livealbum en derde dvd (na Frat Party at the Pankake Festival en The Making of Meteora). Het werd uitgebracht op 18 november 2003.
De dvd-hoes bevat een bonus-cd met 12 nummers die ook op de dvd staan. De andere vijf livenummers zijn te vinden op Linkin Park Underground 3.0. De dvd/cd bestaat in twee edities: een cd-jewelcase en een moeilijker te vinden dvd-box.

## Geschiedenis
De concertopnamen kwamen tot stand op 2 en 3 augustus tijdens de Summer Sanitarium Tour 2003 in het Reliant Stadium te Houston (Texas) en het Texas Stadium in Irving, eveneens in Texas.
De geluidsopnamen van de dvd dateren van 3 augustus, maar de begeleidende beelden zijn van beide opnamedagen. Daarom moest de band beide keren dezelfde kleding dragen. Desondanks zitten er opmerkelijke verschillen tussen sommige shots; zo verandert Brad Delsons gitaar meerdere keren midden in nummers van een rode PRS in een zwarte Ibanez en is het shirt van leadzanger Chester Benningtons het ene moment bezweet en het volgende moment kurkdroog.
Aan de twaalf nummers op de cd is publieksgeluid toegevoegd. Op de dvd is het publiek bijvoorbeeld tijdens het nummer Numb lang niet zo luidruchtig als op de cd.

## Nummers

### Dvd
1. "Don't Stay"
2. "Somewhere I Belong"
3. "Lying from You"
4. "Papercut"
5. "Points of Authority"
6. "Runaway"
7. "Faint"
8. "From the Inside"
9. "Figure.09"
10. "With You"
11. "By Myself"
12. "P5hng Me A*wy"
13. "Numb"
14. "Crawling"
15. "In the End"
16. "A Place for My Head"
17. "One Step Closer"
18. "Session" (Credits)

### Cd
1. "Somewhere I Belong" – 3:39
2. "Lying From You" – 3:09
3. "Papercut" – 3:09
4. "Points of Authority" – 3:30
5. "Runaway" – 3:09
6. "Faint" – 2:49
7. "From the Inside" – 3:00
8. "Pushing Me Away" – 5:05
9. "Numb" – 3:09
10. "Crawling" – 3:29
11. "In the End" – 3:29
12. "One Step Closer" – 3:39

## Linkin Park Underground 3.0
Linkin Park Underground 3.0 bevat de 5 nummers die de cd van Live in Texas niet hebben gehaald.

### Tracklist
1. "Don't Stay" (Live) – 3:11
2. "Figure.09" (Live) – 3:48
3. "With You" (Live) – 3:20
4. "By Myself" (Live) – 4:06
5. "A Place for My Head" (Live) – 3:57

### Enhanced
- LPU Worldwide video
- "From the Inside" video
- "Don't Stay" and "Faint" video-opnamen van "Jimmy Kimmel Live"
- Bonus multimedia content

## Overig
- Alle nummers zijn geschreven door Chester Bennington en Mike Shinoda behalve "P5hng Me A*wy" (Chester Bennington, Mike Shinoda, Stephen Richards), "One Step Closer" (Chester Bennington, Mike Shinoda, Jonathan Davis), "With You" (Linkin Park, The Dust Brothers), "A Place for My Head" (Linkin Park, Mark Wakefield) en "Runaway" (Linkin Park, Mark Wakefield).

## Band
| Lid                    | Functie                                   |
| ---------------------- | ----------------------------------------- |
| Chester Bennington     | Leadzanger                                |
| Rob Bourdon            | Drums                                     |
| Brad Delson            | Leadgitaar                                |
| Dave "Phoenix" Farrell | Bassist                                   |
| Joseph Hahn            | Dj, scratching, sampling                  |
| Mike Shinoda           | Zang, MC, keyboards, slaggitaar, sampling |